# Svitavy
Svitavy (německy Zwittau) jsou město ležící v Pardubickém kraji v okrese Svitavy, 59 km severozápadně od Olomouce. Žije zde přibližně 16 tisíc obyvatel. Jsou součástí Mikroregionu Svitavsko. Svitavy se nacházejí v jihovýchodním výběžku České tabule, známém jako Svitavská pahorkatina, který však už zasahuje do povodí Moravy. Městem protéká řeka Svitava, která pramení v lese nedaleko města. Téměř celé území města leží na severozápadní Moravě, velice malá nezastavěná severovýchodní část území však dříve náležela ke k.ú. Opatovec, tudíž leží v Čechách.

## Historie
Původní osadu s kostelem založili premonstrátští mniši z Litomyšle a nazvali ji podle zde protékající řeky Svitavy, o něco později sem začali přicházet němečtí osadníci povolaní olomouckým biskupem, kteří založili novou ves s kostelem sv. Jiljí, původní Svitava postupně s novou vsí splynula. Oblast v okolí Svitav se tak stala předmětem sporu mezi olomouckým biskupstvím a litomyšlským klášterním panstvím, roku 1256 byl spor urovnán ve prospěch olomouckého biskupství.
- 6. listopad 1256 – Nejstarší písemná zmínka o Svitavách v listině sporu mezi olomouckým biskupem Brunem ze Schauenburgu a litomyšlským premonstrátským klášterem.
- 1513 – Olomoucký biskup Stanislav Thurzo osvobodil město a okolní obce od odúmrti.
- 1515 – Založení městských knih, do kterých byly zapisovány majetkoprávní ujednání.[5]
- 1539 – První písemná zmínka o škole ve Svitavách.[6]
- 6. říjen 1606 – Olomoucký biskup František z Ditrichštejna udělil městu právo pečetit červeným voskem a povolil koňské trhy. Dále biskupskou listinou potvrdil městu privilegia svých předchůdců z roku 1513, 1527, 1538, 1540, 1547, 1564,1580, 1581 a 1587 a krále Matyáše z roku 1486.[7]
- 31. červenec 1645 – Švédský vojevůdce Torstenson vydal pro města Svitavy, Březová nad Svitavou a okolní obce ochranný list.[5]
- 1679–1689[8] – Raně barokní přestavba věže kostela sv. Jiljí do dnešní podoby.
- z 4. na 5. července 1758 – Ve Svitavách přenocoval pruský král Bedřich II.[5]
- 1771 až 1772 – Ve Svitavách a Litomyšli v důsledku velkého hladomoru v českých zemích, který vznikl neúrodou vlivem nepříznivého počasí, pohřbívali kněží průměrně 10 – 15 lidí denně.[9]
- 4. září 1781 – Město postihl obrovský požár, kterému padlo za oběť 249 novějších domů a 35 stodol.[10]
- do roku 1804[8] – Kostel sv. Jiljí farním kostelem.
- 1848–1849 – Svitavy vydaly u třech vydavatelů Ludvíka Tempese, Karla Ulihraa K. A.Blodera nouzové peněžní poukázky v pěti hodnotách od 3 kr. do 10 kr.[11]
- 1873 – Otevřena jednoroční textilní škola pro obor tkalcovství s německým vyučovacím jazykem.Roku 1945 zanikla.[7]
- 1895 – Zřízena Vyšší reálná škola s německým vyučovacím jazykem.[7]
- 1914–1919 – Městská rada v reakci na nedostatek drobných peněz v důsledku hrozící krize vydala celkem třikrát nouzové poukázky v letech 1914 až 1919. První vydání s platností od 10.8.1914 do 16.9.1914 v hodnotách 1/2 K, 1 K, 2 K, 5 K, 10 K s označením města Zwittau a datem vydání. Druhé vydání proběhlo v důsledku rozpadu Rakouska-Uherska 31. 3. 1919 s platností do 30. 11. 1919 v nominálních hodnotách 50 hal., 1 Kč a 2 Kč o celkové výši 35 000 Kč a třetí vydání nouzových poukázek, proběhlo s platností do 30. listopadu 1919 s jejich prodloužením do 31. 3. 1920 v hodnotách 10 hal., 20 hal. a 50 hal.[11]
- 1922 – Založena Soukromá dvouletá obchodní škola Ústřední Matice školské.[7]
- 9. červenec 1929 – město oficiálně navštívil prezident republiky T.G. Masaryk, diskutoval rovněž s německy mluvícím obyvatelstvem města
- v roce 1955 byly při stavbě domu na náměstí nalezeny tři dřevěné soudky stříbrných mincí o celkové hmotnosti přes 23 kg a celkovém počtu 4347 mincí, převážně z doby vlády Marie Terezie, Josefa II. a Františka I. Poklad byl pravděpodobně ukryt v roce 1830. V současné době je uložen v Moravském muzeu v Brně, kde ho lze spatřit ve stálé expozici v Biskupském dvoře.[12]
- 1. ledna 1960 – usnesením okresního národního výboru ve Svitavách ze dne 18. prosince 1959 byly ke Svitavám připojeny dosud samostatné obce Moravský Lačnov a Čtyřicet Lánů[13]
- 28. října 1990 – založena Nadace Josefa Plívy, za účelem podpory vzdělávání a kultury,rozvoje a prohlubování mezinárodních styků mladé generace.[14]

Svitavy byly do roku 1945 součástí německého jazykového ostrova Hřebečsko. Při sčítání v roce 1910 se 9 471 obyvatel města hlásilo k německé národnosti a 123 obyvatel k české. Po odsunu bylo město osídleno českým obyvatelstvem.

## Vývoj názvu města
- 1569 – Suitta (Fabriciova mapa Moravy z roku 1569, vydání z roku 1625)[16]
- 1627 – Zwitta, Zwitawy (Komenského mapa Moravy z roku 1680 podle rytiny z roku 1627)[17]
- 1705 – Zwittau (Wigand Christian, Neu-vermehrte und auf eine dem Gedächtnis dienliche Methode … eingerichtete Teutsche Staats-Geographie: worinnen alle in Europa befindliche Königreiche, Republiquen und Länder … abgehandelt … werden, Volume 1)
- 1712 – Swytawy (Vogtova mapa Čech z roku 1712)[18]
- 1720 – Zwittau, Switawa, Vierzighuben, Bredmiesta (Müllerova mapa Čech z roku 1720)[19]
- 1742 – Zwittau, Vierzighuben (Mapa Moravy Cóvense a Mortiera z roku 1742)[20]

Zwittau (Nederlansch gedenkboek: of, Europische mercurius,A. van Damme, 1742)
- 1764–1768 – Zwittau, (I. vojenské mapování – josefské)[21]
- 1802 – Zwittau, VierzigHuben (Karte des Markgrafthum Mähren)[22]
- 1804 – Zwittau, VierzigHuben (Karte des Markgrafthum Mähren)[23]
- 1836–1852 – Zwittau, VorstZwittau,Vierzieghuben (II. vojenské mapování – Františkovo)[24]
- 1855 – Zwittau (Ethnographische Karte der oesterreichischen Monarchie)[25]
- 1857 – Zwittau,Vierzighuben (Speciální mapa Markrabství moravského 1:144 000)[26]
- 1861 – Zwittau (General-Karte der Markgrafschaft Mähren und des Herzogthum's Schlesien)[27]
- 1876–1878 – Svitavy, Zwittau, Čtyřicet Lánů (III. vojenské mapování – Františko-josefské)[28]
- 1880–1888? – Svitavy (Visecí mapa Markrabství moravského a Vévodství slezského)[29]
- 1881 – Svitavy, Čtyrycet lánů (Šemberova mapa Moravy 1:288 000)[26]
- 1883 – Svitava (Erbenova mapa Čech z roku 1883)[30]
- 1935 – Svitavy (Mapa Republiky československé z roku 1935)[31]
- 1941 – Zwittau (Mapa Protektorátu Čechy a Morava z roku 1941)[32]

## Svitavský klášter
Svitavské převorství vzniklo zřejmě v období povýšení litomyšlského biskupství. K roku 1364 známe jméno prvního doloženého převora svitavského kláštera. Od roku 1417 se svitavští převorové stali administrátory litomyšlského biskupství. Písemností o svitavském klášteru je velmi málo. Kolem roku 1556 odevzdali Svitavské převorství olomouckému biskupovi a svitavští premonstráti odešli do Hradištského kláštera u Olomouce.

| rok       | jméno převora |
| --------- | ------------- |
| 1364      | Mikuláš       |
| 1453 1457 | Benedikt      |
| 1463      | Jan de Ruina  |
| 1497 1503 | Mikuláš       |
| 1509      | Arnošt (?)    |
| 1519 1525 | Lukáš         |
| 1554      | Wolfgang      |

## Části města
Svitavy se člení na čtyři místní části nacházejících se na čtyřech jim odpovídajících katastrálních územích:
- k. ú. Svitavy-město – část Město
- k. ú. Svitavy-předměstí – část Předměstí
- k. ú. Moravský Lačnov – část Lačnov
- k. ú. Čtyřicet Lánů – část Lány

Dříve byly součástí města i dnes samostatné obce Hradec nad Svitavou, Javorník a Opatovec.

## Obyvatelstvo

Věková struktura obyvatel obce Svitavy roku 2011
Rodinný stav obyvatel obce Svitavy roku 2011
Vzdělání obyvatel obce Svitavy roku 2011

## Doprava
Svitavy leží na železniční trati Brno – Česká Třebová, která je součástí I. tranzitního koridoru. Ve zdejší stanici zastavují rychlíky mezi Prahou a Brnem, ne však vlaky kategorie EuroCity. Odbočuje zde také lokální trať do Poličky a Žďárce u Skutče.
Svitavy jsou silničním uzlem celostátního významu, kříží se zde dálkové silnice propojující východní Čechy, Vysočinu, střední a jižní Moravu a Kladsko. Z evropské silnice E442 vedené po silnici I/35 se zde odpojuje evropská silnice E461 (silnice I/43). Dále odsud vycházejí silnice I/14 (severně od Svitav) a silnice I/34.

## Muzea a galerie
- Městské muzeum a galerie – Máchova alej 1
- Muzeum esperanta – Náměstí Míru 1 (v Ottendorferově domě)

## Pamětihodnosti

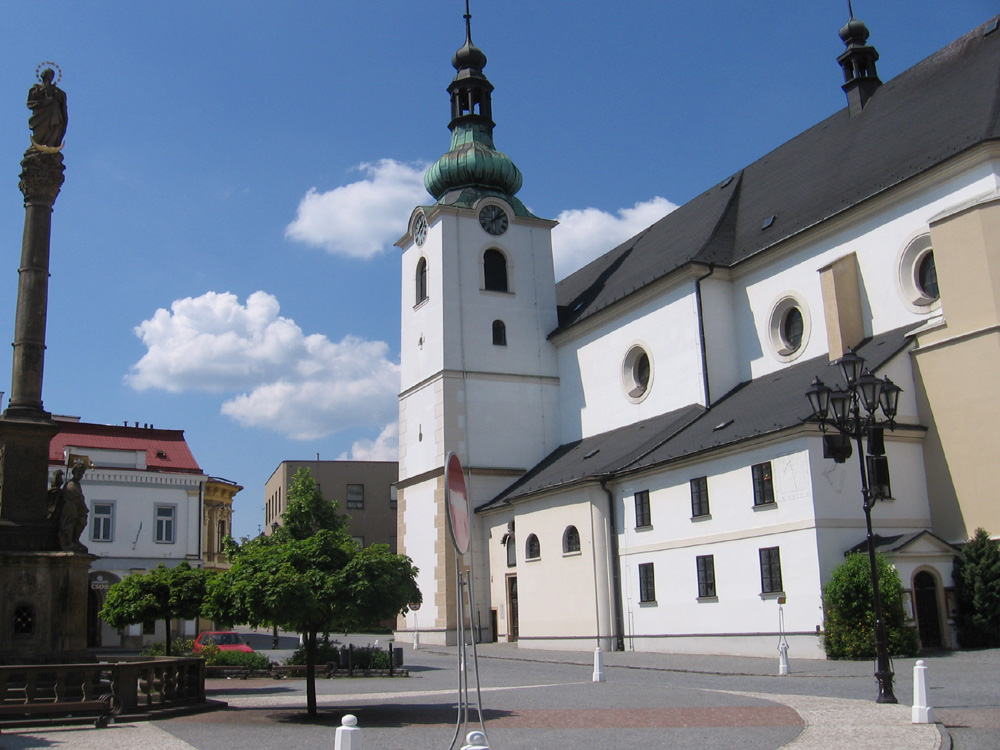
Kostel Navštívení Panny Marie (vlevo fotky je fragment Mariánského sloupu)

- Stará radnice
- Dům U Mouřenína
- Langrova vila
- Kostel Navštívení Panny Marie
- Kostel svatého Jiljí

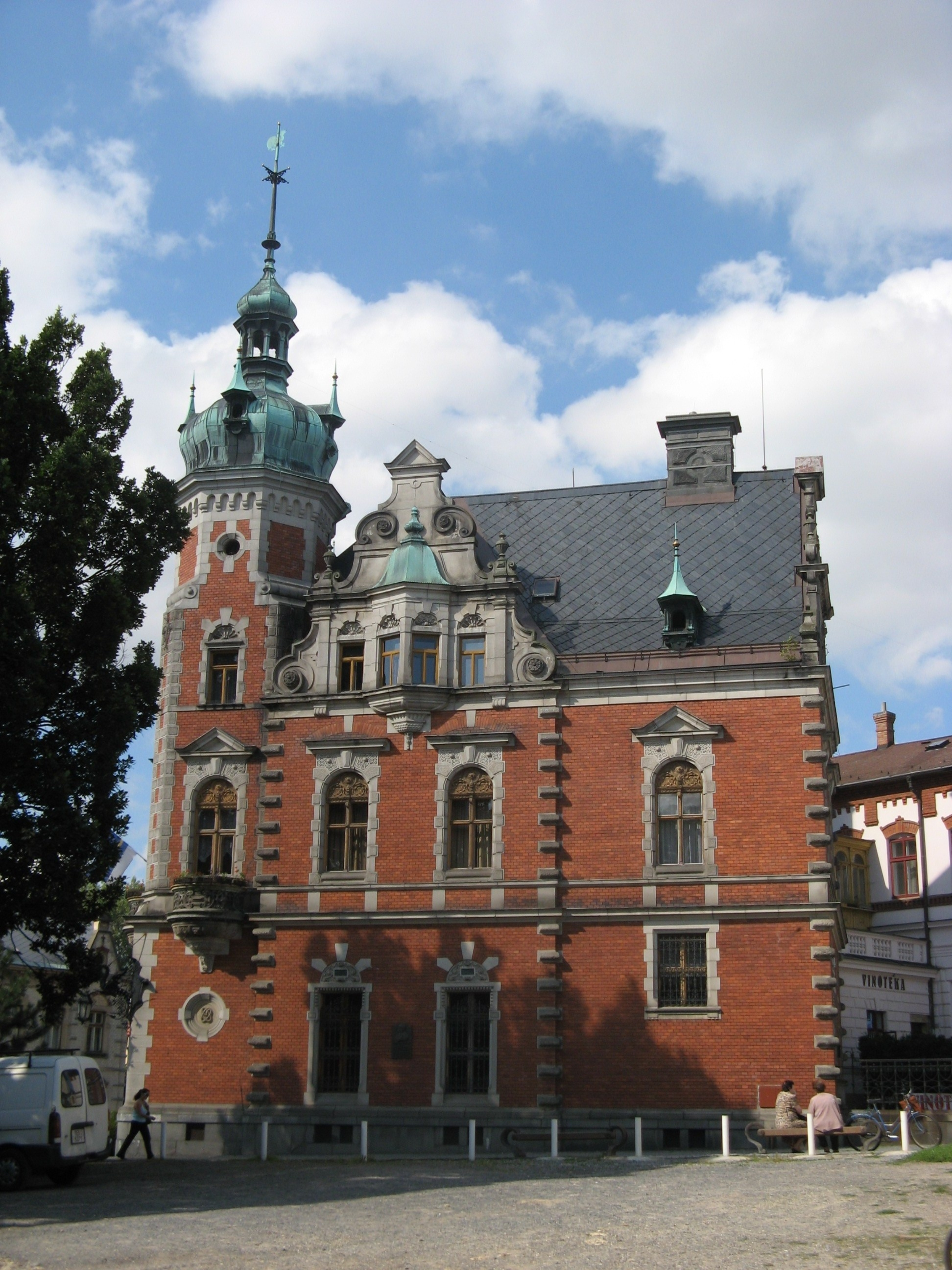
Ottendorferův dům

- Kostel svatého Josefa ve Čtyřiceti Lánech
- Mariánský sloup
- Městské opevnění – zbytky zdí
- Ottendorferův dům (tzv. Červená knihovna, sídlo Muzea esperanta)
- Židovský hřbitov – část dochovaná při silnici na Moravskou Třebovou
- Památník Oskara Schindlera
- Špitální kostel svatého Floriána
- kamenná socha sedícího Krista z roku 1712 (park na Školní ulici), nápis: ECCE/HOMO/1712/RENOVIRT/1866/T:I:B.
- socha Nejsvětější Trojice z roku 1734 (park na Školní ulici), nápisy: ANTON RICHTER/RENOVATUM/1847 MARTINVS/EMBERTH/17.34
- Fara římskokatolické církve – raně barokní městský dům z let 1626 – 1635 s umělecky hodnotným portálem[36]
- kamenný kříž u vjezdu na faru z roku 1845
- socha sv. Jana Nepomuckého z roku 1708 (Školní ulice), nápisy: 1708/PRANOBILIS/AC/CLARISSIMVS/……., RENOVIERT:A:1.7.5.0, RENOVIERT A 1807, RENOVIERT A 1836
- náhrobní desky v hřbitovní zdi u kostela Svatého Jiljí z roku 1585 a r. 1707 (nápis: Anno 1707 den 31/Oktobrist Verschiden/Justina des Sebastian/Achtl seine Gemahlin. Anno 1823 den 20/Oktober starb Rosina /und in Jahre 1838 den 24/April ihr Ehegattte/ Joseph Tempes der/ Herr giebihnen die/ ervige Ruhe. Renovirt Thomas Haberhauer.). Náhrobní deska na bývalé márnici z roku 1611.
- kamenný kříž u kostela Svatého Jiljí z roku 1850
- železný kříž na hřbitově z roku 1847, nápis: Dieses Kreuz liegs/Agnes Iaich geb. Dittrich/ihrem Ehegattien Anselm/Iaich welcher im 66.Lebensjahr/am 4.Mai 1847 das Zeitliche/gesegnet hat so wie auch für alle/hier Ruhende errichten.
- zbořená synagoga

## Zajímavosti
Po městě a jeho okolí vede 12 km dlouhá naučná stezka Českomoravské pomezí, která informuje o historii města či řadě zemských hraničních kamenů v okolních lesích.
V červenci roku 1904 v blízkosti Svitav ztroskotal balón „Sirius“, jenž byl vypuštěn ve Vídni. Čtyři důstojníci byli zraněni.

## Pověsti
- Jedna z pověstí praví, že v dobách obléhání Svitav husity zbyla ve městě poslední kráva. Obyvatele napadlo vyhodit hlavu zvířete přes hradby. Husité si pomysleli proč tak zbytečně mrhají masem a že mají ještě zásoby. Odtáhli s vojskem pryč a město přežilo. Od toho také pochází znak města.[zdroj?]
- Svitava[38]
- Poklad[38]
- Zdíkova záchrana[38]
- Šibeničníky[38]
- Záviš z Falkenštejna před Svitavami[38]
- Svitavský znak – pověst pojednává o době obléhání Svitav švédskými vojsky[38]
- Proč mají Svitavy na radniční věži půlměsíc a hvězdu – oslava konce vpádu Turků do střední Evropy[38]
- Naše prastará radnice – zakoupení městské radnice od měšťana Michela Dyttricha v roce 1538[38]
- Husitský kámen – postavený na paměť odvrácení husitského obléhání[38]
- Nešťastný Světlov – příběh o nenaplněné lásce pana Kuna z Ostrého Kamene a dcery rytíře ze Světlova[38]
- Mrtvým o Všech svatých[38]
- Gregorius Palma[38]
- Žhavá ruka[38]
- Josef II. u nás – návštěva Josefa II. ve Svitavách v roce 1776[38]
- Prokletý prušák – události r. 1866[38]
- Po výhře v loterii[38]
- Zaklínání na hřbitově[38]

## Osobnosti
- Hugo Albrecht (1862–1920), podnikatel, majitel továrny na rukavice a politik, poslanec zemského sněmu a Říšské rady
- P.M. Jan Baptista Crystellius Svitavský z Bochova, též Jan Svitavský (?–1637), lektor (1581), převor augustiniánského kláštera u sv. Tomáše v Praze Malé Straně (1601–1637), 1. provinciál samostatné české provincie řádu sv. Augustina (1604), provinciálem byl zvolen celkem třikrát, ve svém třetím funkčním období v roce 1637 zakoupil osobně v Antverpách u Petra Pavla Rubense 2 oltářní obrazy pro kostel sv. Tomáše (Umučení sv. Tomáše a Sv. Augustin), originály obrazů byly roku 2014 v restituci církevního majetku vráceny řádu a vystaveny jsou v Národní galerii ve Šternberském paláci (jediné 2 obrazy tohoto umělce nyní v Česku), zasloužil se o potvrzení práv várečných pro svatotomášský pivovar roku 1608 u Rudolfa II., v dvorském kostele sv. Tomáše založil kryptu pro cizí příslušníky u dvora (1612), několikrát jednal s Albrechtem z Valdštejna (o prodeji domů z klášterního majetku, od roku 1621) a také o založení augustiniánského kláštera v České Lípě (jednání v letech 1623–1624), klášter oficiálně založen (druhou) listinou z roku 1627, dnes muzeum a galerie
- František Černý, (* 1957), kapelník a zakládající člen skupiny Čechomor
- Viktor Felber (1880–1942), profesor Českého vysokého učení technického v Praze a jeho rektor v letech 1930–1931
- Maximilian Felzmann (1894–1962), generál dělostřelectva, nositel Rytířského kříže
- Herbert Fiedler (* 1929), právník
- Wilhelm Gerlich (1915–2001), Prof. Phil.Dr., OStR, pedagog, nositel nejvyšších vatikánských a rakouských vyznamenání
- Hermann Franz Haupt (1926–2017), emeritní univerzitní profesor astronomie na Univerzitě ve Štýrském Hradci, Phil.Dr., Předseda rakouské astronomické společnosti, člen mnoha astronomických společností světa
- Maximilian Haupt (1876–1959), JUDr., soudce v Sterzingu a Meranu, dvorní rada v zemské vládě v Innsbrucku, dědeček Mag. Herberta Ernsta Haupta (* 1947, Seeboden), ministra rakouské spolkové vlády (2000), vicekancléře (2003), sociálního ombudsmana, místopředsedy Strany svobodných a veterináře
- Jiří Antonín Heinz (1698–1759), sochař
- Julius Hönig (1902–1945), nacistický politik
- Tomáš Christ (1791 - 1870), ThDr., profesor dogmatiky na olomouckém C. k. lyceu, v letech 1831-1833 děkanem Františkovy univerzity v Olomouci
- Franz Jesser (1869–1954), sudetoněmecký politik
- P. Benedikt Knauer ze Svitav (?–1609), šlechtic (2. 5. 1608), kaplan u sv. Jakuba v Brně (1587–1589), u sv. Václava v Brně (do 1591), kanovník a arcijáhen olomoucký, probošt Kolegiátní kapituly u sv. Mořice v Kroměříži (1600 – 1609)
- P. Josef Kristelli z Bochova (1658–1740), převor v kartouze v Gamingu – OCart. (1702–1739) v Dolním Rakousku u St. Pölten, též asketický spisovatel
- Petr Kvíčala (* 1960), malíř
- Carl Lick (1859–1935), ředitel Sparkasse, starosta města v letech 1918–1935, historik, autor děl: Geschichte der Stadt Zwittau und ihre Umgebung (1910) a Die Beiträge zur Geschichte der Stadt Zwittau und ihre Umgebung (1937, posmrtně vydal jeho syn Ing. Lick)
- Heidi Lück (* 1943), německá politička
- Alexander Makowsky (1833–1908), geolog, projektoval I. březovský vodovod u Muzlova
- P. Martin Svitavský z Bochova (?–1602), strýc P.M. Jana Baptisty Crystellia Svitavského z Bochova, převor v augustiniánském klášteře u sv. Tomáše v Praze Malé Straně a klášteře sv. Kateřiny na Novém Městě pražském (1565–1601), ve funkci potvrzen českým králem Maxmiliánem II. roku 1568, zasloužil se o obnovu obou klášterů
- Jana Musilová (* 1966), herečka
- Jaroslav Novák Večerníček (* 1967), novinář
- Valentin Oswald Ottendorfer (1826–1900), anarchista, překladatel, filantrop
- Adolf Paar (1889–1964), Ing. arch., rodák z M. Lačnova, zemřel v Linci, architekt, absolvent vídeňské Akademie. Ve svém vídeňském ateliéru od roku 1920 projektoval řadu soukromých obytných budov a bytových interiérů, v letech 1923–1931 se podílel i na světově proslulé výstavbě komunálních budov a dělnických bytů ve Vídni-Floridsdorfu. V roce 1935 po sňatku s dcerou šumperského senátora Gustava Oberleithnera působil i v Šumperku. Vedle řady soukromých zakázek se tu věnoval také rekonstrukcím několika reprezentativních budov města (Spolkového domu, hotelu Na Vyhlídce aj.) a je i autorem regulačního plánu historického jádra Šumperka z roku 1935. Po roce 1945 se vrátil do Rakouska a působil v Linci.
- Petr Pakosta (* 1957), český politik
- Jiří Pernes (1948–2025), moravský historik
- Oskar Schindler (1908–1974) sudetoněmecký obchodník, zachránil před smrtí na 1200 Židů
- Evžen Snítilý (* 1954), politik
- Martin Sodomka (* 1968), výtvarník, grafik a autor knih pro děti
- Hans Tyderle (* 1926), malíř a kreslíř
- Řehoř Vencelius z Bochova (?–1653), v roce 1634 je uveden jako nový měšťan na Starém Městě pražském, roku 1650 je uveden jako dárce 100 zlatých „na dodělání oltáře velkého“ v Týnském chrámu v Praze na Staroměsts. náměstí, v té době byl registrátorem desk zemských na hradě pražském, předtím služebníkem v komoře české, bratr Dr. jur. Pavla Vencelia z Bochova, manželka: Kateřina Hadová z Proseče
- Dr. jur. Pavel Vencelius z Bochova (před rokem 1600 – 1663), královský apelační rada v Praze, „Herr Doktoris Pauli Wenzelii von Bochau auf Triebsch“, od roku 1623 vlastnil panství Třebušín a Vrbičany, dnes okres Litoměřice, které za válečnou půjčku z roku 1622 ve výši 2000 zlatých zakoupil jako konfiskát po nejstarším z popravených na Staroměstském nám. Smilu Kaplíři ze Sulevic. Dne 9. listopadu 1651 byl panovníkem povýšen do rytířského stavu. Nemaje mužských potomků smrtí rytíře Pavla rod Venceliů z Bochova roku 1663 vymřel po meči. Rodový majetek tak drželi dědici – panství roku 1634 vypálená od Švédů zdědila nejprve jeho manželka a 3 dcery, nakonec po vyplacení a smrti manželky získala panství jeho dcera Růžena Anna z Bochova (z druhého manželství) provdaná za vyslance v Anglii a Dánsku Fr. Karla rytíře Kressla z Gwaltenburgu a po nich potomci (po přeslici) z rodu Kresslů z Gwaltenburgu a z rodu z Puteani až do roku 1913, kdy jej Adéla ze Skal a Gross-Elguthu, roz. z Puteani, prodala příbuznému Charlotty Garrigue Masarykové. Mezi hojné potomstvo po přeslici Dr. Pavla Vencelia z Bochova patří velké množství středoevropské šlechty – od rodů Kinských z Vchynic a Tetova, Kinských dal Borgo, Lobkovice (dolnobeřkovická větev, např. tedy exministr obrany Michal z Lobkovic), Strachwitze, Dobřenské z Dobřenic, Silva-Tarouca, Nosticové-Rieneck, vládnoucí knížecí rod Lichtenštejnů až po rod Neippergů ve službách rakouských panovníků, spojený s nimi i sňatky, mediálně nejznámějším byl morganatický sňatek gen. Adama Alberta hraběte z Neippergu s Marií Louisou, manželkou Napoleona, dcerou císaře Františka II. Současně žijící Karel Evžen hrabě Neipperg (potomek Dr. jur. Pavla rytíře Vencelia z Bochova) má za manželku Andreu Habsburg-Lothringen, vnučku posledního českého krále blahoslaveného Karla I. Spolu mají 5 dětí (jedna dcera provdaná také do rodu Lobkoviců) a 2 vnoučata
- Zdeněk Veselý (* 1932), malíř, grafik a ilustrátor
- Gustav Witlatschil (* 1935), fotbalista

## Významné osobnosti, které přenocovaly ve Svitavách
| datum             |                             |                                    | místo přenocování                 |
| ----------------- | --------------------------- | ---------------------------------- | --------------------------------- |
| 16. září 1776     | Josef II.                   | císař Habsburské monarchie         | hostinec U Mouřenína              |
| 2. února 1800     | Alexandr Vasiljevič Suvorov | ruský vojevůdce                    | náměstí Míru                      |
| 21. září 1833     | František I.                | císař Rakouský                     | úřední budova ve Čtyřiceti Lánech |
| 10. červenec 1866 | Vilém I. Pruský             | pruský král pozdější německý císař | dům Adalberta Neumeistra          |
| 10. červenec 1866 | Otto von Bismarck           | německý politik                    | Ponceletův dům čp. 159            |

## Návštěvy významných osobností ve Svitavách
| datum návštěvy   |                        |                           |
| ---------------- | ---------------------- | ------------------------- |
| 9. července 1929 | Tomáš Garrigue Masaryk | prezident ČSR             |
| 2. září 2006     | Václav Havel           | prezident České republiky |

## Školství
Ve městě je šest mateřských škol, šest základních škol, z toho jedna neúplná. Pro některé děti je tu speciální mateřská a základní škola. Je zde gymnázium s osmiletým i čtyřletým studiem, obchodní akademie, střední zdravotnická škola a učiliště.

### Mateřské školy
- Mateřská škola Svitavy, Větrná 11
- Speciální mateřská škola Svitavy
- Mateřská škola Svitavy, Pražská 2A
- Mateřská škola Svitavy, Marie Majerové 13
- Mateřská škola Svitavy, Milady Horákové 27
- Mateřská škola Svitavy – Lány

### Základní školy
- Základní škola Svitavy, Riegrova 4
- Základní škola Svitavy, T. G. Masaryka 27
- Základní škola Svitavy, náměstí Míru 7
- Základní škola Svitavy, Sokolovská 1
- Základní škola Svitavy, Felberova 2
- Základní škola a mateřská škola Svitavy – Lačnov
- Speciální základní škola Svitavy, Milady Horákové 44
- Základní umělecká škola Svitavy, T.G. Masaryka 25A

### Střední školy
- Gymnázium, Obchodní akademie a Jazyková škola s právem státní jazykové zkoušky Svitavy, Sokolovská 1638, T.G. Masaryka 20
- Střední zdravotnická škola, Purkyňova 9
- Střední odborné učiliště Svitavy, Nádražní 1083

## Kultura

### Svitavy a literatura
- na budově Základní školy T.G.Masaryka je v blízkosti vchodu umístěna pamětní deska s následujícím obsahem : Zde, v bývalé Státní vyšší reálné škole, se v letech 1900 – 1901 vzdělával Vinzenz Sagner (1884 – 1927) budoucí důstojník Rakousko-uherské a Československé armády a postava proslavená Jaroslavem Haškem v románu „Osudy dobrého vojáka Švejka za světové války“ „Zmatek je to nejhorší co může být v poli, pánové“ dodal prorocky hejtman Ságner a odmlčel se. Město Svitavy a svitavský klub Laurus 2006.

### Hudební skupiny[41]
- Big Band Svitavy
- Dechový orchestr Astra Svitavy (kapelník Pavel Pospíšil)
- Dechový orchestr Svitavská dvanáctka (kapelník Roman Kalvoda)
- Dětský dechový orchestr ZUŠ Svitavy
- Jarda Gang Svitavy (kapelník Jaroslav Dvořák)
- Do větru (folk, jazz)
- FAITH
- Fialový expres
- BezLimitu (world rock)
- pěvecký sbor IUVENTUS[42]
- Kanafas
- Los Hongos (svitavsko-mýtská kapela)
- SIN JOY (žánr: LIKVID BIGBÍT, současné složení – Funnus (kytara), Jackob (bicí), Radus (bas kytara), Pady (řev)
- Povijan
- Syfon (rock, založena r. 1979 jako Veteráni, přejmenována na Kapitol a Syfon (SY – Svitavy a FON – zvuk)[43]
- Varianta (Stanislava Plívová – zpěv, sbor, percuse, Ladislav Plíva – zpěv, sbor, akustická kytara, mandolína, Karel Sax – klávesy, Karel Walta – flétny, saxofony, hoboj, klarinet,prog.bicí, Jiří Bečka – housle, Jiří Mikyska – baskytara)[44]
- The Pink Panthers, soubor založen v r. 1997 – skupina hrající rock and roll 50. let minulého století, kapelník Karel Sax – piáno, Milan Kalina – zpěv, Marcela Andrlová-Bártová – zpěv, Karel Víšek – saxofon, Dalibor Peňáz – kytara, Pavel Bolcek – kontrabas, Petr Walta – bicí
- Kowalski – zpěv Petr Svatoš, kytara Martin Sodomka, basa Petr Šedý, bicí Etienne van Sas la Rue
- SYxtet (vokální skupina)
- Dozing Brothers (jazz – swing, https://www.facebook.com/dozingbrothers/)
- PPS
- Flying South

### Divadelní soubory
- Divadelní soubor Céčko[45]
- Jabloň (soubor Dramatické školičky ve Svitavách)[43]
- DOcela MAlé divadlo[46]
- Bubliny (soubor Dramatické školičky ve Svitavách)[47]

## Sport
- Atletika Svitavy, založena roku 1958
- Tuři Svitavy, soutěž: Národní basketbalová liga (NBL)
- FbK TJ Svitavy, od roku 1995, soutěž: Regionální liga mužů (2024), 1. liga žen (2024)
- TJ Svitavy fotbalový klub, A tým dospělých: Přebor Pardubického kraje, B tým dospělých: I. A třída
- Volejbalový oddíl TJ Svitavy, založen roku 1949
- Lední hokej
- TJ Sršni Svitavy (hokejbal)
- Box Club Dynamo Svitavy[48]
- Silový trojboj:extraliga družstev
- TO TJ Svitavy
- Plavecký klub Svitavy

## Požárníci
Ve Svitavách působí Hasičský záchranný sbor České republiky se sídlem na Olbrachtově ulici. Ředitelem HZS územního odboru Svitavy je plk. Ing. Oldřich Jedlička (r. 2020).
Dále působí ve Svitavách Jednotka sboru dobrovolných hasičů Svitavy od roku 2009. Velitelem jednotky je Petr Lédl (r. 2020).
Z historie: Svitavský hasičský obvod v roce 1906 byl součástí Deutscher Feuerwehr-Landesverband für Mähren (založen r. 1869) s 13 sbory a 750 členy. Starosta: Konrad Randa (Svitavy) a místostarosta: Rudolf Duchatschek (Chrastová), 

## Partnerská města
Partnerskými městy jsou:
- Lądek-Zdrój, Polsko
- Perečín, Ukrajina
- Stendal, Německo
- Strzelin, Polsko
- Žiar nad Hronom, Slovensko

Město má také přátelské vztahy s městem Plochingen v Německu.